# Public reporting
Il public reporting, o rendicontazione pubblica, raggruppa il concetto di rendere informazioni normalmente private o difficilmente accessibili pienamente fruibili al pubblico, in modo concreto e responsabile. Il public reporting viene intrapreso da governi o enti statali in merito entità da loro solitamente controllate o su cui viene svolta attività di vigilanza. 
Il public reporting è dunque un tipo di reportistica ufficiale, strettamente legato al concetto di trasparenza della pubblica amministrazione, con tuttavia uno scopo diverso. Se il concetto di trasparenza si muove dal principio che il cittadino diventa controllore dell'ente, il public reporting nasce dal concetto che rendendo fruibile informazioni poco trasparenti si dia al cittadino uno strumento di scelta. 

## Public reporting e sanità
In Italia uno dei campi in cui si è maggiormente sviluppato il concetto di public reporting è l'ambito sanitario. 
L'argomento era già studiato all'estero (in particolare in Inghilterra). In Italia nel 1993 nascono alcuni progetti in cui viene approfondito come misurare indicatori di performance ospedaliera e analizzarli a livello nazionale permetta di verificare casi di rischio sanitario e di intervenire ove necessario. In quest'ottica Age.na.s (Agenzia nazionale per i servizi sanitari regionali) sviluppa il progetto Piano Nazionale Esiti quale strumento di misurazione, analisi, valutazione e monitoraggio delle performance clinico-assistenziali delle strutture sanitarie a disposizione delle Regioni, delle aziende e dei professionisti per il miglioramento continuo del Sistema Sanitario Nazionale, i cui risultati sono pubblicati annualmente.
Nel 2010-2012 nasce un dibattito sull'argomento, in quanto questi dati, seppur fruibili agli operatori sanitari e agli esperti del settore, non sono leggibili dal cittadino e dalle associazioni. Rimane quindi un gap informativo. Nel 2013 alcuni esperti del settore a livello internazionale producono un documento in cui si evidenzia come in Italia, in campo ospedaliero, sia necessaria la diffusione al pubblico di informazioni sulle performance ospedaliere di erogatori “non-anonimi”, organizzate secondo un metodo comparativo, è legato al miglioramento della qualità dell’assistenza ospedaliera attraverso le leve della selezione e del cambiamento, a loro volta determinate dalla disponibilità di informazioni comparative ad uso di fruitori “esterni” – cittadini – e “interni” – organizzazioni e professionisti. L'elaborato compara inoltre il caso italiano con quanto al momento presente in europa e in particolare in Inghilterra, sottolineando come il public reporting possa avere effetti positivi nel rafforzamento dei diritti dei consumatori e dei cittadini, nell'efficienza e nel contenimento dei costi, nella gestione del rischio clinico e più in generale nel miglioramento continuo della qualità. Nel 2014 Age.na.s. rafforza il concetto con la conferenza Opportunità e sfide del public reporting dei risultati sulla performance degli ospedali. Negli stessi anni, nasce un progetto privato ispirato a questi principi (Doveecomemicuro), con l'obiettivo di rendere facilmente accessibili le informazioni fornite da Piano Nazionale Esiti, dopo verifica di quali di queste informazioni siano strettamente inerenti alla performance ospedaliera. 
Negli ultimi anni, il tema del public reporting in sanità continua a essere sotto osservazione soprattutto per verificare se gli outcome di miglioramento clinico si stiano effettivamente verificando, con risultati positivi sulla sanità pubblica.

## Public reporting in Europa
La Commissione Europea si è data come obiettivo di Public Reporting per l'anno 2018 il controllo dell’adeguatezza del quadro dell’UE in materia di informativa al pubblico da parte delle imprese. La consultazione vuole verificare se il quadro di riferimento dell’UE sia ancora adatto alla comunicazione al pubblico, se sia ancora pertinente al conseguimento degli obiettivi, se apporti un valore aggiunto a livello europeo, se sia efficiente, coerente a livello interno e con le altre politiche dell’UE, efficace e non inutilmente oneroso. Il controllo esaminerà anche aspetti specifici della legislazione esistente, come previsto dal diritto dell’UE, e in terzo luogo dovrà valutare se il quadro dell'UE per la comunicazione al pubblico sia adatto a nuove sfide (sostenibilità, digitalizzazione).